# Alfred Garvie
Alfred Ernest Garvie, född 1861, död 1945, var en skotsk teolog.
Garvie blev rektor för de kongregationalistiska prästutbildningsanstalterna New College 1907 och Hahney College i London 1922, 1924 blev de båda prästutbildningarna sammanslagna. 1919 blev han president i Congregational union of England and Wales, och president i National free church council 1923. Garvie deltog i ekumeniska mötet i Stockholm 1925 och som vice ordförande i Lausannekonferensen 1927, samt var redaktör för den brittiska avdelningen i den ekumeniska tidskriften Stockholm.